# Celosia anthelminthica
Celosia anthelminthica là loài thực vật có hoa thuộc họ Dền. Loài này được Asch. mô tả khoa học đầu tiên năm 1867.